# Adulterio a la española
Adulterio a la española es una comedia española dirigida por Arturo Marcos y estrenada en 1975. Color.

## Argumento
Fernando y Marta son un matrimonio intachable en apariencia. Él es una persona metódica y trabajadora, ejecutivo en una multinacional y valorado por el director de su delegación y sus compañeros. Hasta que llega Susan para ser su secretaria. A pesar de la diferencia de edad, él cae rendido a sus pies.